# Championnat du Ghana de football 1995-1996
Navigation
Saison précédente Saison suivante
La saison 1995-1996 du Championnat du Ghana de football est la trente-septième édition de la première division au Ghana, la National League. Elle regroupe, sous forme d'une poule unique, les quatorze meilleures équipes du pays qui se rencontrent deux fois, à domicile et à l'extérieur. En fin de saison, les deux derniers du classement sont relégués et remplacés par les deux meilleures formations de deuxième division.
C'est le club de Goldfields SC, double tenant du titre, qui remporte à nouveau le championnat cette saison après avoir terminé en tête du classement final, avec un seul point d'avance sur Asante Kotoko et cinq sur Okwahu United. C'est le troisième titre de champion du Ghana de l'histoire du club.

## Les clubs participants
| - Hearts of Oak SC - Asante Kotoko - Goldfields SC - Great Olympics - Real Tamale United - King Faisal Babies - Promu de D2 - Bofoakwa Tano FC - Promu de D2 | - Ghapoha Readers - Afienya United - Cape Coast Dwarfs - Dawu Youngstars - Eleven Wise - Promu de D2 - Okwahu United - Voradep FC - Promu de D2 |

## Compétition
Le barème de points servant à établir les classements se décompose ainsi :
- Victoire : 3 points
- Match nul : 1 point
- Défaite : 0 point

### Classement
| Rang | Équipe              | Pts | J  | G  | N  | P  | Bp | Bc | Diff |
| ---- | ------------------- | --- | -- | -- | -- | -- | -- | -- | ---- |
| 1    | Goldfields SCT      | 51  | 26 | 15 | 6  | 5  | 41 | 9  | +32  |
| 2    | Asante Kotoko       | 50  | 26 | 13 | 11 | 2  | 38 | 14 | +24  |
| 3    | Okwahu United       | 46  | 26 | 13 | 7  | 6  | 30 | 19 | +11  |
| 4    | Great Olympics      | 44  | 26 | 12 | 8  | 6  | 27 | 19 | +8   |
| 5    | Hearts of Oak SCC   | 42  | 26 | 11 | 9  | 6  | 29 | 19 | +10  |
| 6    | Dawu Youngstars     | 36  | 26 | 9  | 9  | 8  | 32 | 36 | -4   |
| 7    | Cape Coast Dwarfs   | 33  | 26 | 7  | 12 | 7  | 28 | 20 | +8   |
| 8    | King Faisal BabiesP | 31  | 26 | 7  | 10 | 9  | 22 | 26 | -4   |
| 9    | Real Tamale United  | 30  | 26 | 8  | 12 | 6  | 17 | 17 | 0    |
| 10   | Ghapoha Readers     | 30  | 26 | 7  | 9  | 10 | 10 | 22 | -12  |
| 11   | Bofoakwa Tano FCP   | 29  | 26 | 8  | 5  | 13 | 20 | 35 | -15  |
| 12   | Afienya United      | 28  | 26 | 8  | 4  | 14 | 30 | 43 | -13  |
| 13   | Eleven WiseP        | 23  | 26 | 5  | 8  | 13 | 22 | 29 | -7   |
| 14   | Voradep FCP         | 14  | 26 | 3  | 5  | 18 | 15 | 53 | -38  |

|  | Qualification pour la Ligue des champions de la CAF 1997                              |
|  | Qualification pour la Coupe des Coupes 1997                                           |
|  | Qualification pour la Coupe de la CAF 1997                                            |
|  | Qualification pour la Coupe de l'UFOA 1997                                            |
|  | Relégation directe en deuxième division                                               |
|  | T : Tenant du titre C : Vainqueur de la Coupe du Ghana P : Promu de deuxième division |

## Bilan de la saison
| Championnat du Ghana de football 1995-1996 |                          |
| Champion                                   | Goldfields SC (3e titre) |
| Coupes et trophées                         |                          |
| Vainqueur de la Coupe du Ghana 1995-1996   | Hearts of Oak SC         |
| Qualifications continentales               |                          |
| Ligue des champions de la CAF 1997         | Goldfields SC            |
| Coupe des Coupes 1997                      | Hearts of Oak SC         |
| Coupe de la CAF 1997                       | Asante Kotoko            |
| Coupe de l'UFOA 1997                       | Ghapoha Readers          |
| Promotions et relégations                  |                          |
| Promus en National League                  | Sekondi Hasaacas         |
| Promus en National League                  | Yeji Stars FC            |
| Relégués en Second League                  | Eleven Wise              |
| Relégués en Second League                  | Voradep FC               |